# Julie Favre
Julie Favre (Wissembourg, 15 de noviembre de 1833 - Sèvres, 31 de enero  de 1896), nacida Velten. Conocida por su nombre de casada, Favre, es una filósofa y pedagoga francesa. Dirigió la École Normale Supérieure de Sèvres desde su creación en 1880 hasta su muerte en 1896. Contribuyó a la creación de la escuela con una organización y un profesorado de excelencia, pero también con una filosofía pedagógica de calidad, que tuvo un profundo efecto en toda la generación de profesoras que se hicieron cargo de la educación secundaria de las jóvenes en Francia a partir de 1880.

## Biografía
Caroline Julie Émilie Velten hija del pastor e inspector eclesiástico luterano Michel Velten  y Caroline Louise de soltera Weber. De niña le gustaba mucho leer y tocar el piano, y se rebeló muy pronto contra las exigencias y obligaciones de la devoción familiar, sin renunciar por ello a todo sentimiento religioso. La Revolución francesa de 1848 hizo nacer en ella una fuerte convicción republicana. Fue alumna de un internado en Wissembourg, donde aprendió alemán y probablemente inglés, y fue aceptada para el certificado superior de maestros.
En 1853, asumió el puesto de profesora adjunta en el internado protestante para señoritas, fundado y dirigido por Madame Frèrejean, primero en París y después en el 41 rue de la Paroisse de Versalles. M Frèrejean seguía las teorías educativas de Joseph Jacotot y su método de " educación universal  que se basa en el aprendizaje memorístico, la repetición, la responsabilidad personal y la concienciación, en lugar de la coacción y el castigo. Los programas de estudios se basaban en la lectura y discusión de grandes textos, en la observación que conducía a la comprensión de reglas generales.
A partir de 1860, Favre se asoció a la dirección del internado, luego sucedió a M Frèrejean en la dirección del establecimiento.Partidaria de una fuerte educación moral y religiosa, confía en la rectitud del alumnado y establece con el una confianza mutua .Durante la Guerra de 1870, mantuvo la escuela abierta para las alumnas que no podían regresar con sus familias. Ella misma se involucró por un tiempo en los servicios de salud.
Mientras la Asamblea Nacional se reunía en Versalles durante la guerra franco-prusiana de 1870, conoció a Jules Favre, abogado protestante liberal, académico desde 1867  y gran figura republicana, para quien tradujo varios documentos del alemán. Pese a la diferencia de edad de 23 años, se casaron en una ceremonia en el templo protestante de Versalles, el 6 de agosto de 1874.Muy cercana intelectualmente a su marido, compartía sus ideas políticas y colaboraba tan estrechamente con él  siendo coautora de muchas de sus obras. Viajaron mucho juntos, especialmente en Suiza.Tras la muerte de su marido en 1880, publicó sus discursos parlamentarios en cuatro volúmenes, sus alegatos y discursos en dos volúmenes y su obra sobre La verdad sobre los desastres del Ejército de Oriente .

## Gestión de la Escuela Superior de Sèvres
En el marco de la ley de 1880, por la que se creaban liceos y colegios femeninos, el diputado Camille Sée propuso en julio de 1881 la creación de una escuela secundaria normal, destinada a formar a las maestras que enseñarían en ella. El 11 de noviembre de 1881 , el ministro de Instrucción Pública, Jules Ferry la nombró para el cargo de primera directora de la Escuela Superior femenina, cuyo funcionamiento debía organizar. El 12 de diciembre de 1881 fue inaugurada en la antigua fábrica de porcelana de Sèvres, locales que estaban abandonados desde 1876.El espacio fue restaurado por el arquitecto Charles Le Coeur. El alumnado era interno, cada uno con su propia habitación desde la apertura. Favre prestó especial atención a la formación moral de las alumnas y a la calidad pedagógica de la enseñanza.Ejerció su influencia en particular a través de los "Bonsoirs", reuniones diarias ofrecidas a las mujeres de Sévres. Su pensamiento se nutrió de la práctica de numerosos autores religiosos y filosóficos. Publicó varias colecciones de piezas escogidas de autores, la Moral de Montaigne y los estoicos, así como un volumen sobre la moralidad de Plutarco que quedó inacabado a su muerte .
Las relaciones de Favre con los profesores de la escuela están definidas por el decreto del 31 de octubre de 1883. Celebró reuniones de asesoramiento y tuvo que definir con ellos la naturaleza y los métodos de las oposiciones para las que debían prepararse las alumnas, en particular las agregaciones femeninas.Supervisa el nombramiento de los profesores, haciendo propuestas a la administración que, por lo general, son acogidas favorablemente.Asiste con frecuencia a clases de historia, literatura o filosofía .
Favre desempeñó sus funciones como Directora de la Escuela hasta su muerte el 31 de enero de 1896 a la edad de 62 años .

## Obras

### Obras filosóficas
- 1887 - Montaigne moraliste et pédagogue, Libraire Fischbacher, Paris
- 1888 - La Morale des Stoïciens, Félix Alcan Éditeur, Paris
- 1888 - La Morale de Socrate, Félix Alcan Éditeur, Paris
- 1889 - La Morale d'Aristote, Félix Alcan Éditeur, Paris
- 1891 - La Morale de Cicéron, Libraire Fischbacher, Paris (407 pages)
- 1909 - La Morale de Plutarque (préceptes et exemple), H. Paulin et Cie, Paris (347 páginas)

### Edición de las obras de Jules Favre
- 1881 - Jules Favre, Discours parlementaires, publiés par cE. Plon, Paris
- 1882 - Jules Favre, Plaidoyers politiques et judiciaires, publiés par Mme Veuve Jules Favre, née Velten, Librairie E. Plon, Paris
- 1883 - La Vérité sur les désastres de l'armée de l'Est et sur le désarmement de la garde nationale, telle qu'elle ressort des dépêches officielles échangées entre le gouvernement de Bordeaux et les chefs de l'armée, et des dépositions des principaux témoins devant la commission d'enquête parlementaire, par Mme Vve Jules Favre, née Velten, librairie Plon, Paris
- 1893 - Jules Favre, Plaidoyers et discours du bâtonnat, publiés par Mme Veuve Jules Favre, née Velten, Librairie Marescq aîné, Paris (2 tomes)

### Traducciones
- 1879 - Robert Hartmann, Les peuples de l'Afrique, Paris, librairie Germer Baillière et Cie, 108 boulevard Saint-Germain, au coin de la rue Hautefeuille - 1880
- 1886 - Jean-Paul Richter, Sur l'Éducation, Librairie Delagrave, Paris
- 1893 - Karl Daendliker, Histoire du peuple Suisse, introduction de Jules Favre